# Cutter Gauthier
Cutter Gauthier, född 19 januari 2004, är en svenskfödd amerikansk professionell ishockeyforward som spelar för Anaheim Ducks i NHL.
Han har tidigare spelat för Boston College Eagles i National Collegiate Athletic Association (NCAA) och Team USA i United States Hockey League (USHL).
Gauthier draftades av Philadelphia Flyers i första rundan i 2022 års draft som femte spelare totalt.
Han är son till Sean Gauthier.

## Statistik
| 2017–2018   | Honeybaked Hockey Club U13 | HPHL        | 17 | 6  | 11 | 17  | 0  | — | — | — | — | — |
| 2018–2019   | Honeybaked Hockey Club U16 | HPHL        | 19 | 11 | 5  | 16  | 18 | — | — | — | — | — |
|             | Honeybaked Hockey Club U16 |             | 65 | 28 | 27 | 55  | —  | — | — | — | — | — |
| 2019–2020   | Detroit Compuware U16      | HPHL        | 12 | 8  | 4  | 12  | 23 | — | — | — | — | — |
| 2020–2021   | Team USA                   | USHL        | 32 | 12 | 9  | 21  | 14 | — | — | — | — | — |
|             | U.S. National U17 Team     |             | 44 | 20 | 17 | 37  | 33 | — | — | — | — | — |
|             | U.S. National U18 Team     |             | 1  | 0  | 0  | 0   | 0  | — | — | — | — | — |
| 2021–2022   | Team USA                   | USHL        | 22 | 19 | 9  | 28  | 31 | — | — | — | — | — |
|             | U.S. National U18 Team     |             | 54 | 34 | 31 | 65  | 49 | — | — | — | — | — |
| 2022–2023   | Boston College Eagles      | NCAA        | 32 | 16 | 21 | 37  | 37 | — | — | — | — | — |
| 2023–2024   | Anaheim Ducks              | NHL         | 1  | 0  | 1  | 1   | 0  | — | — | — | — | — |
|             | Boston College Eagles      | NCAA        | 41 | 38 | 27 | 65  | 18 | — | — | — | — | — |
| NHL totalt  | NHL totalt                 | NHL totalt  | 1  | 0  | 1  | 1   | 0  | — | — | — | — | — |
| NCAA totalt | NCAA totalt                | NCAA totalt | 73 | 54 | 48 | 102 | 55 | — | — | — | — | — |
| USHL totalt | USHL totalt                | USHL totalt | 54 | 31 | 18 | 49  | 45 | — | — | — | — | — |

### Internationellt
| Källa: Uppdaterad: 2024-04-19 | Källa: Uppdaterad: 2024-04-19 | Källa: Uppdaterad: 2024-04-19 |         | Utv = Utvisningsminuter | Utv = Utvisningsminuter | Utv = Utvisningsminuter | Utv = Utvisningsminuter | Utv = Utvisningsminuter |
| År                            | Lag                           | Mästerskap                    | Matcher | Mål                     | Assists                 | Poäng                   | Utv                     |                         |
| ----------------------------- | ----------------------------- | ----------------------------- | ------- | ----------------------- | ----------------------- | ----------------------- | ----------------------- | ----------------------- |
| 2020                          | USA                           | Ungdoms-OS                    | 4       | 1                       | 0                       | 1                       | 0                       |                         |
| 2022                          | USA                           | U18-VM                        | 6       | 3                       | 6                       | 9                       | 6                       |                         |
| 2023                          | USA                           | JVM                           | 7       | 4                       | 6                       | 10                      | 2                       |                         |
| 2023                          | USA                           | VM                            | 10      | 7                       | 2                       | 9                       | 2                       |                         |
| 2024                          | USA                           | JVM                           | 7       | 2                       | 10                      | 12                      | 4                       |                         |
| Junior totalt                 | Junior totalt                 | Junior totalt                 | 24      | 10                      | 22                      | 32                      | 12                      |                         |
| Senior totalt                 | Senior totalt                 | Senior totalt                 | 10      | 7                       | 2                       | 9                       | 2                       |                         |